# Колорист
Колорист (англ. colorist) у коміксах займається заповнюванням чорно-білих штрихових зображень барвами. Більшу частину 20-го століття це робилося за допомогою пензлів і барвників, з кінця 20-го століття це найчастіше робиться з використанням комп'ютерів та відповідних програм.
До початку використання комп'ютерної техніки у виробництві коміксів застосовувалася лише ручне розмальовування за допомогою пензлів та фарб. При цьому код CMYK кожного кольору вказували на полях малюнку для створення кольорових форм для друку на друкарській машині.
Вперше використав комп'ютер для кольорування коміксів Стів Оліфф — його команда стала першою, хто зміг автоматизувати роботу колориста, хоча тоді за це бралися й інші. У 1987 році йому вдалося переконати «Marvel Comics» використати комп'ютер для публікації японської манґи «Акіра». Після успішного виходу цієї публікації у 1988 році практика забарвлення коміксів за допомогою комп'ютера стала широковживаною.
На початку 1990-х популярними програмами для кольорування були «Color Prep» та «Tint Prep» компанії « Olyoptics». Після подальших удосконалень програмного забезпечення графічний редактор «Adobe Photoshop» було фактично визнано виробничим стандартом.

## Відомі колористи
| - Джек Адлер - Марина Амарал - Девід Барон - Джузетте Баужо - Йорді Беллайр - Джеромі Кокс - Найн Калліфорд | - Джордж Фріман - Джон Гіґґінс - Метт Голлінґсворт - Річард Ісанове - Вітторіо Леонардо - Лі Лоугрідж - Лаура Мартін | - Дейв МакКейг - Пол Маунтс - Стів Оліфф - Кріс Петер - Джо Рівера - Алекс Сінклайр - Марі Северін | - Дейв Стюарт (колорист) - Крістіна Страйн - Лінн Варлі - Джос Вілларрубія - Ґлиніс Вейн - Татьяна Вуд |